# Partfutóformák (futóbogarak)

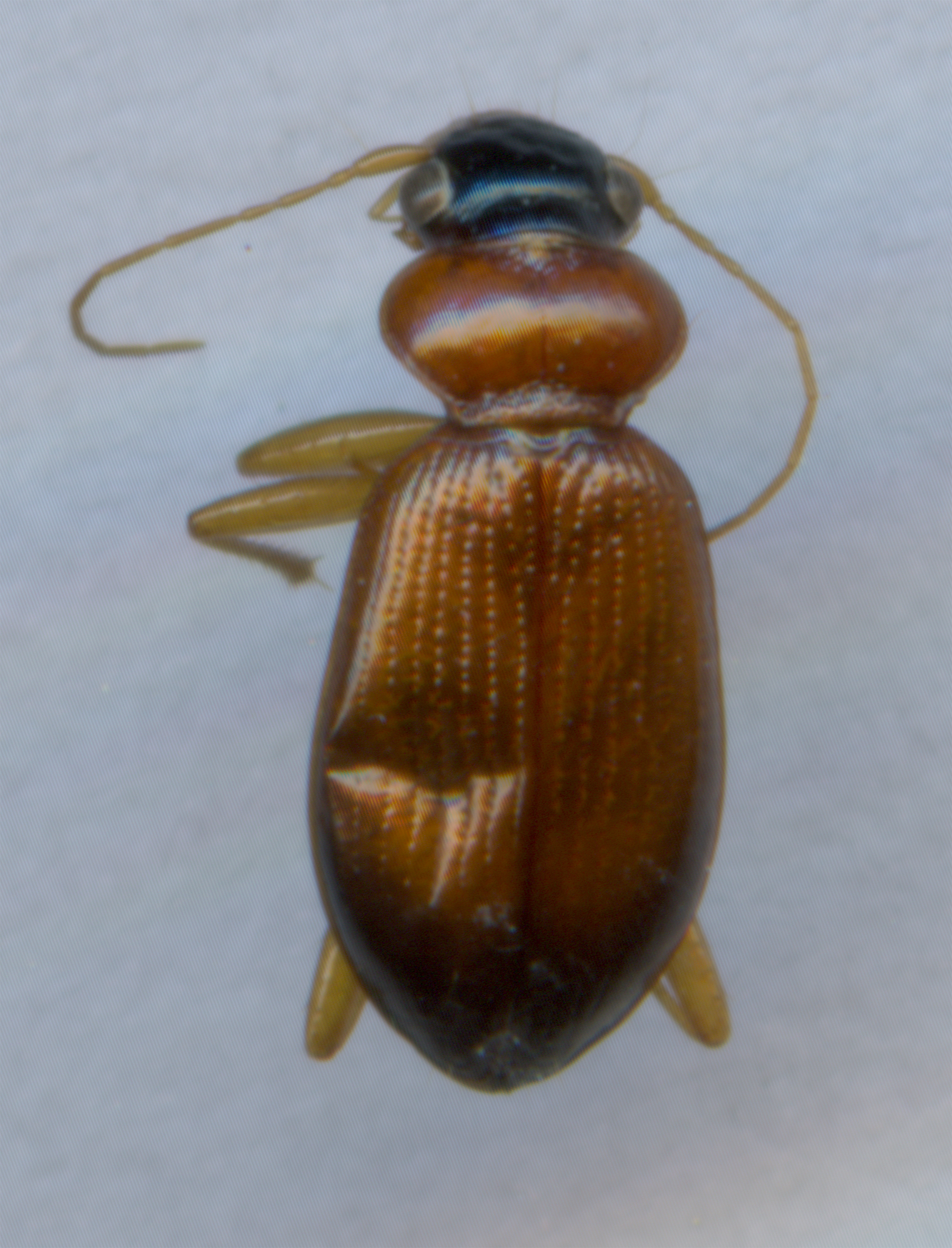
Leistus terminatus

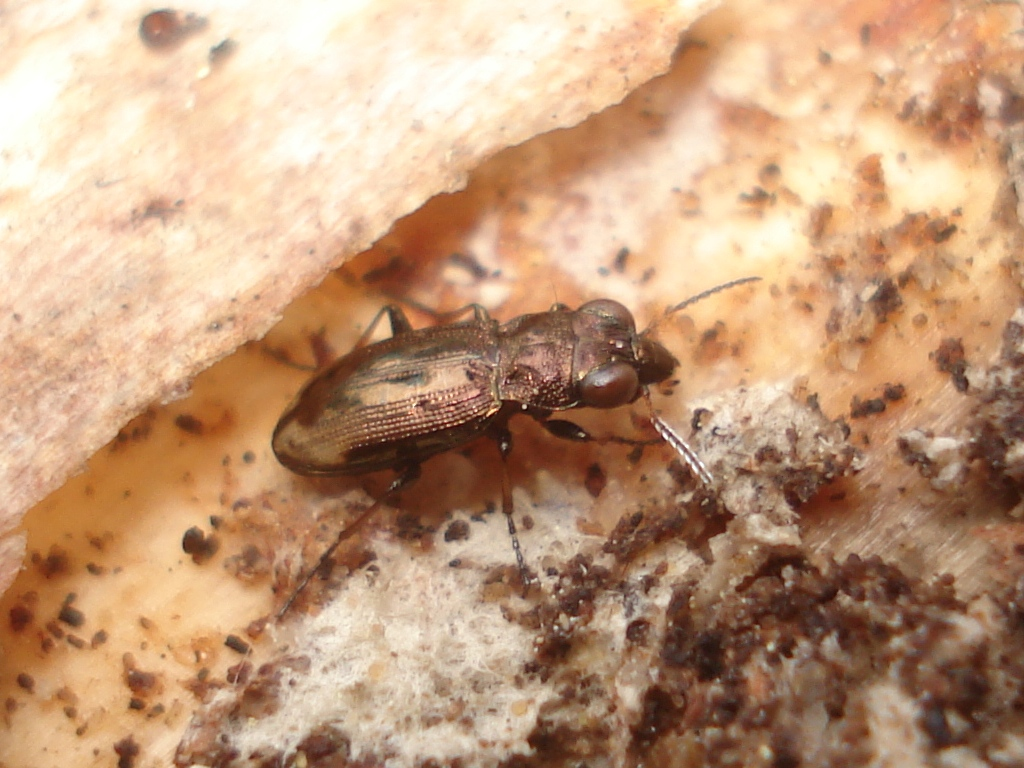
Notiophilus substriatus

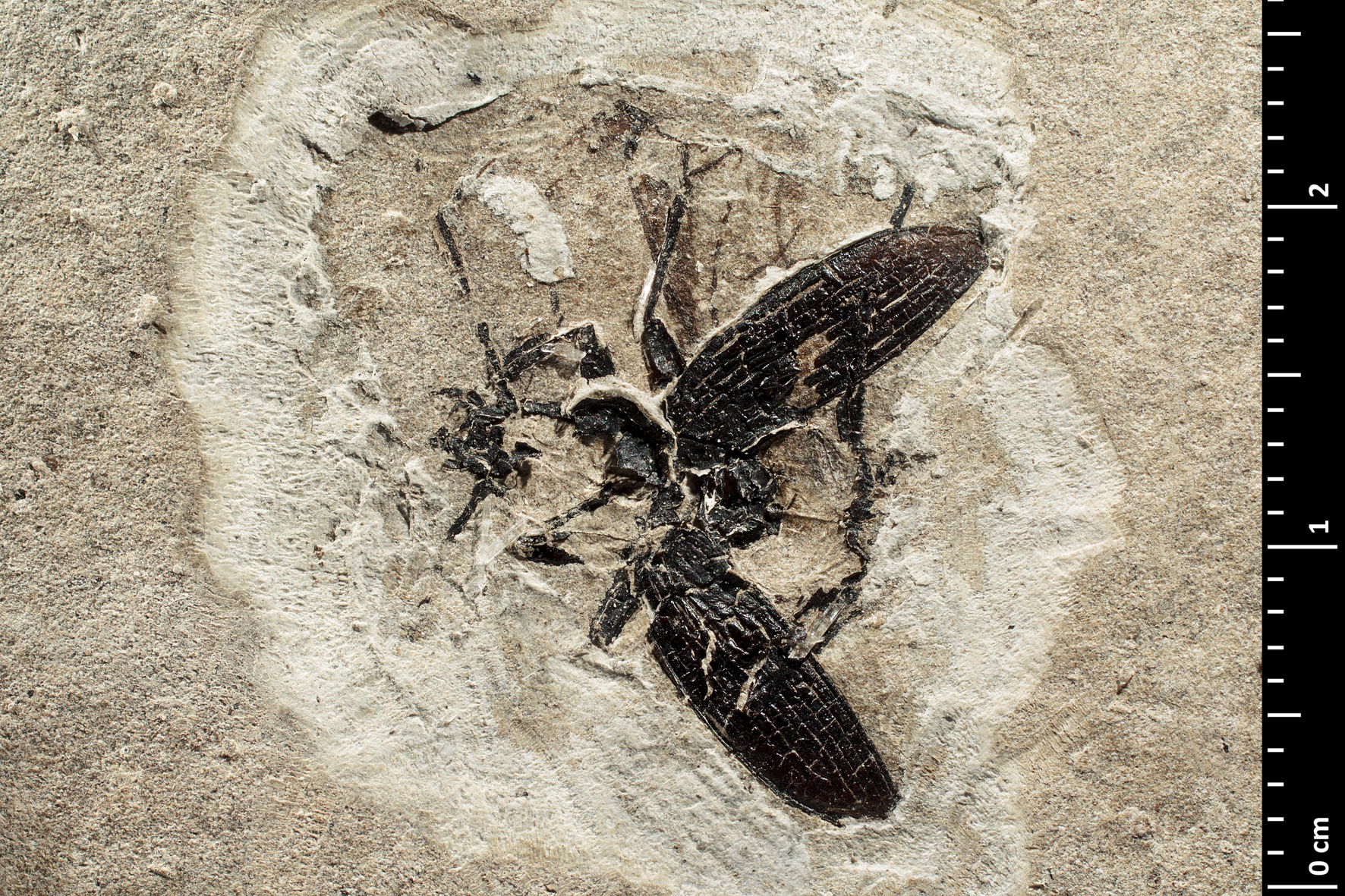
†Ledouxnebria brisaci

A partfutóformák (Nebriinae) a ragadozó bogarak (Adephaga) alrendjébe sorolt futóbogárfélék (Carabidae) családjának egyik alcsaládja öt (hat) nemzetség mintegy tucatnyi nemével.

## Származásuk, elterjedésük
A kozmopolita nemzetségből Magyarországon három nem 14 faja, illetve alfaja honos:
1. partfutó (Nebria) nem Schönherr, 1806 (= N. rufescens (Strøm, 1768))
- fekete partfutó (Nebria gyllenhali gyllenhali) Fabricius, 1792
- rövidnyakú partfutó (Nebria brevicollis) (= barna partfutó)[1]

- szegélyes partfutó (Nebria livida livida) L., 1758

2.avarfutó (Leistus) nem:
- rozsdás avarfutó (Leistus ferrugineus) L., 1758
- szurkos avarfutó (Leistus piceus piceus) Frölich, 1799 (= L. kaszabi Horvatovich, 1972)
- feketevégű avarfutó (Leistus terminatus) Panzer, 1793 (= L. rufescens (Fabricius, 1775)
- karimás avarfutó (Leistus rufomarginatus) Duftschmid, 1812

3. szemesfutó (Notiophilus) nem:
- feketelábú szemesfutó (Notiophilus aestuans) Dejean, 1826 (= N. pusillus Waterhouse, 1833)
- kétfoltos szemesfutó (Notiophilus biguttatus) Fabricius, 1779
- recés szemesfutó (Notiophilus germinyi) Fauvel, 1863 (= N. hypocrita Curtis, 1829)
- sziki szemesfutó (Notiophilus laticollis) Chaudoir, 1850
- mocsári szemesfutó (Notiophilus palustris) Duftschmid, 1812
- vöröslábú szemesfutó (Notiophilus rufipes) Curtis, 1829
- folyóparti szemesfutó (Notiophilus substriatus) Waterhouse, 1833

## Rendszertani felosztásuk
1. partfutó-rokonúak nemzetsége (Nebriini) öt nemmel:
- Archastes
- Archileistobrius
- avarfutó (Leistus)
- partfutó (Nebria)
- Nippononebria

2. Notiokasiini nemzetség egy nemmel:
- Notiokasis

3. szemesfutó-rokonúak (Notiophilini) nemzetsége egy nemmel:
- szemesfutó (Notiophilus)

4. Opisthiini nemzetség két nemmel:
- Opisthius
- Paropisthius

5. Pelophilini nemzetség egy nemmel
- Pelophila

Két bizonytalanul elkülönített nem:
- Oreonebria
- Orientonebria